# Jicchak ben Jehuda Katz
Jicchak ben Jehuda Katz, zvaný Jüdels (další varianty jména jsou Isaak ben Jehuda Jüdels, Isaak Cohen Jüdels , Isak ben Judah Löb "Jüdel" Katz Gersoni, Isak ben Judah Judles, Isachar (Isaac) Kazüdel Gersodine, Isaac "Kohüdel" Judah (Loeb), Isaac ben Judah Kohen (Kaz), Isaak Kohen a Isaac ben Yehuda Löb Jüdel Kohen  ad., 1628, Praha - 1690, Wilhermsdorf, Střední Franky) byl židovský tiskař z pražské rodiny Geršonů, potomek Geršona ben Šloma Katze.

## Život
Jicchak ben Jehuda Katz se narodil jako syn Jehudy Löba „Jüdelse“ Katze (* 1600).
Dne 27. srpna 1669 mu hrabě Wolfgang Julius z Hohenlohe-Neuensteinu udělil privilegium zřídit a provozovat tiskárnu ve Wilhermsdorfu , aby tak zároveň zajistil lepší odbyt pro své papírny. 
V Praze narozená Jicchakova dcera Reichel bat Jicchak ben Jehuda Katz (1655–1701) pracovala v letech 1677–1690 jako sazečka v rodinné tiskárně ve Wilhermsdorfu, v roce 1691 v Sulzbachu a od roku 1692 až do své smrti ve Fürthu. Později se provdala za Menachema ben Jichaka Jacoba Manna (* 1653), který v letech 1684 až 1688 pracoval ve Fürthu jako sazeč a korektor. 
Jicchakův syn Abraham ben Isachar Katz (1657–1693), rovněž narozený v Praze, pracoval v tiskařských dílnách od roku 1679 ve Wilhermsdorfu a od roku 1684 ve Fürthu a následně v Sulzbachu. Od roku 1686 až do své smrti v roce 1693 působil v Praze.
Jimi vytištěné knihy v jidiš a hebrejštině se zabývala tématy teologie, medicíny, etiky, pověstí a legend. 